# Gammel Dansk

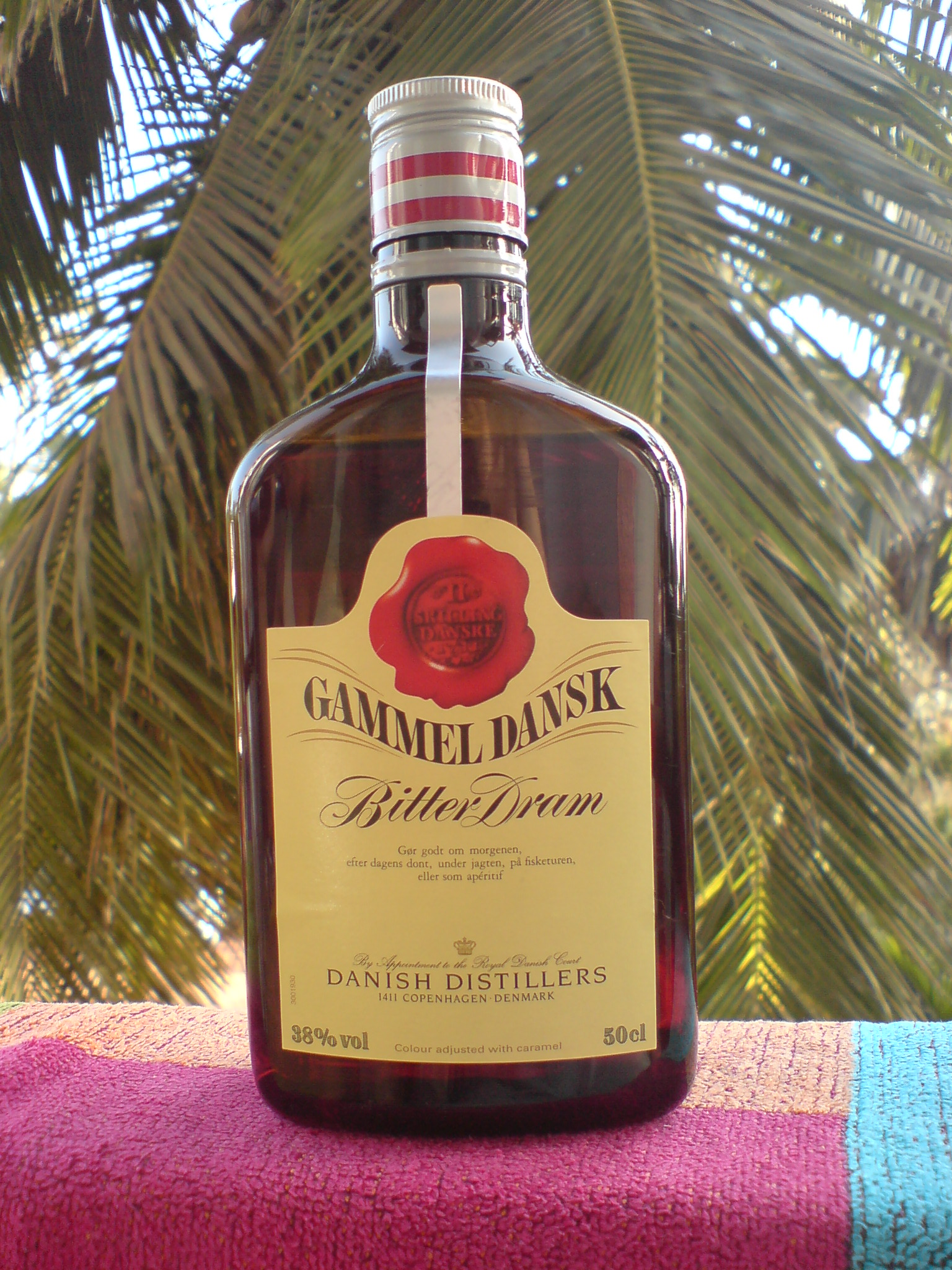
Uma garrafa de Gammel Dansk.

O Gammel Dansk é uma bebida espirituosa dinamarquesa, produzida pela empresa
De Danske Spritfabriker A/S. É uma das bebidas mais populares na Dinamarca. Pode ser tomada de manhã, com a refeição do pequeno-almoço. Serve-se à temperatura ambiente, num copo pequeno, muitas vezes como aperitivo, mas também como digestivo. O seu nome em Dinamarquês significa dinamarquês velho.

## História
Em 1961, o gestor da De Danske Spritfabriker, J.K Asmund, e os seus associados começaram a fazer, em Roskilde, experiências com vista à produção de um licor à base de produtos naturais. Num dia de Primavera de 1964, encontraram a combinação perfeita: 29 especiarias diferentes, frutos silvestres e raízes, mergulhadas em 38% de álcool neutro durante 3 meses. 
O rótulo original, cujas palavras são proibidas na Suécia, diz que "acerta no sítio certo de manhã, após um dia de trabalho, na caça, na pesca ou como um aperitivo". 
É popular em muitos bares e em família. Por exemplo, em Malmö, na Suécia, foi fundada a confraria dos amigos do Gammel Dansk (Selskabet Gammel-danskens Vänner), zelando pela difusão da bebida naquele país, com o intuito de facilitar a sua aquisição. 
Mais recentemente, foi introduzida no mercado dinamarquês uma variante com limão, denominada Gammel Dansk Citrus Bitter.

## Receita
Diz-se que, ainda hoje, a receita exacta do Gammel Dansk é conhecida apenas por 3 pessoas no mundo. Sabe-se que entre as especiarias utilizadas se contam o gengibre, a canela, o anis e a noz-moscada. Inclui também laranja.

## Prémios e menções
- 2002 - o Gammel Dansk alcança o segundo lugar no concurso internacional de vinhos e bebidas espirituosas (IWSC) em Londres.
- 2001 - o Gammel Dansk passa a incorporar a lista dos 50 produtos dinamarqueses mais importantes.